# Charles Brown (Roquespieler)
Charles Brown (* 12. März 1867 in Onarga, Illinois; † 7. Juni 1937 in Oak Park, Illinois) war ein US-amerikanischer Roquespieler.

## Biografie
Charles Brown war Tierarzt in einer kleinen Stadt südlich von Chicago. Bei den Olympischen Sommerspielen 1904 in St. Louis trat er als einer von vier Athleten beim Roqueturnier an, wo er die Bronzemedaille gewann.